# Media Descriptor File
Media Descriptor File è un formato di file che identifica un'immagine di un disco DVD o CD creata tramite il software alcohol 120%. Rispetto al normale standard ISO questo formato di file immagazzina al suo interno le informazioni in formato raw, consentendo così la copia di backup di dischi protetti da scrittura. Per poter aprire tale file è necessario avere il software suddetto, in quanto gli altri software di masterizzazioni, quali Nero Burning ROM o Easy CD Creator, non sono in grado di masterizzare cd a partire dai file .mdf.
Ulteriore utilizzo comune dei file .mdf è quello di sfruttarli tramite un emulatore di drive cd. Il principio su cui si basa questo metodo è il fatto che il pc ha una maggiore velocità di accesso ai dati su disco fisso rispetto alla velocità di accesso su CD-ROM. Pertanto, a patto di avere sufficiente spazio su disco, leggere da disco un'immagine permette un incremento delle prestazioni di un pc. Il formato .mdf viene in aiuto in quanto riesce a superare molte delle protezioni che rendono illeggibile il cd oppure non avviabili i programmi contenuti in esso (e quindi non applicabile questa pratica).